# Sender Gummersbach
Der Sender Gummersbach ist eine Sendeanlage des Westdeutschen Rundfunks auf dem Kerberg nördlich der Stadt Gummersbach. Bis 2001 verwendete die Sendeanlage einen freistehenden Rohrmast. Dieser wurde durch einen 50 Meter hohen freistehenden Stahlgitterturm ersetzt. Daraufhin wurde der alte Mast demontiert.
Von diesem Standort wird heute Fernsehen für die Region um Gummersbach verbreitet.

## Frequenzen und Programme

### Digitales Radio (DAB/DAB+)
DAB beziehungsweise der Nachfolgestandard DAB+ wird in vertikaler Polarisation und im Gleichwellenbetrieb mit anderen Sendern ausgestrahlt. Am 21. Dezember 2020 wurde im Kanal 11D der Multiplex "Radio für NRW" aufgeschaltet.
| Block                        | Programme (Datendienste) | ERP (kW) | Antennen- diagramm rund (ND), gerichtet (D) | Polarisation horizontal (H)/ vertikal (V) | Gleichwellennetz (SFN) |
| ---------------------------- | --- | -------- | ------------------------------------------- | ----------------------------------------- | --- |
| 11D Radio für NRW (D__00236) | - 1 Live (88 kbps) - 1 Live diggi (88 kbps) - WDR 2 Rhein-Ruhr (RR) (88 kbps) - WDR 2 Ostwestfalen-Lippe (OW) (88 kbps) - WDR 2 Südwestfalen (SW) (88 kbps) - WDR 3 (120 kbps) - WDR 4 Rhein-Ruhr (RR) (88 kbps) - WDR 4 Ostwestfalen-Lippe (OW) (88 kbps) - WDR 4 Südwestfalen (SW) (88 kbps) - WDR 5 (88 kbps) - WDRcosmo (80 kbps) - WDR Maus (80 kbps) - WDR Event (56 kbps) - WDR EPG (8 kbps) - ARD TPEG (16 kbps) | 2        | ND                                          | V                                         | - Region Aachen: Aachen (Stolberg-Donnerberg), Eifel (Dahlem-Bärbelkreuz) - Bergisches Land: Engelskirchen (Hohe Warte), Gummersbach (Kerberg), Remscheid (Hohenhagen), Wuppertal (Auf der Königshöhe) - Rheinland: Bonn (Venusberg), Köln (Kölnturm) - Rhein-Ruhr: Düsseldorf (Rheinturm), Gelsenkirchen-Scholven, Kleve (Bresserberg), Langenberg (Hordtberg), Viersen (Süchtelner Höhen) - Ruhrgebiet: Dortmund (Florianturm) - Münsterland: Ibbenbüren (Blomenkamp), Münster (Nottuln-Baumberge), Oelde (Mackenberg), Schöppingen - Ostwestfalen-Lippe: Bad Oeynhausen (P.Westf.-Wittekindsberg), Bielefeld (Hünenburg), Herford (Eggeberg), Höxter (Holzminden), Stemwede (Arrenkamp), Teutoburger Wald (Bielstein), Warburg, Willebadessen (Eggegebirge) - Südwestfalen: Arnsberg (Schlossberg), Biedenkopf (Sackpfeife), Ederkopf (Oberste Henn), Hallenberg (Bollerberg), Hochsauerland (Hunau), Lennestadt (Kuhhelle), Meschede, Nordhelle, Olsberg, Siegen (Giersberg) |

### Digitales Fernsehen (DVB-T)
Die DVB-T-Ausstrahlungen laufen im Gleichwellenbetrieb (Single Frequency Network) mit anderen Sendestandorten.
| Kanal | Frequenz (MHz) | Multiplex                    | Programme im Multiplex | ERP (kW) | Antennendiagramm rund (ND)/ gerichtet (D) | Polarisation horizontal (H)/ vertikal (V) | Modulations- verfahren | FEC | Guard- intervall | Bitrate (MBit/s) | SFN |
| ----- | -------------- | ---------------------------- | --- | -------- | ----------------------------------------- | ----------------------------------------- | ---------------------- | --- | ---------------- | ---------------- | --- |
| 50    | 706            | ARD Digital (WDR)            | - Das Erste (WDR) - ARTE - Phoenix - Einsfestival | 3        | ND                                        | V                                         | 16-QAM (8-k-Modus)     | 2/3 | 1/4              | 13,27            | Colonius (Köln-Ehrenfeld), Bonn (Venusberg), Aachen (Stolberg-Donnerberg), Aachen (Karlshöhe-Mulleklenkes), Gummersbach (Kerberg), Hohe Warte/Engelskirchen (Ründeroth) |
| 49    | 698            | ARD regional (WDR Köln/Bonn) | - WDR Fernsehen Studio Köln - MDR Fernsehen (Sachsen-Anhalt), WDR Fernsehen Studio Bonn 1) - NDR Fernsehen (Niedersachsen), WDR Fernsehen Studio Aachen 1) - SWR Fernsehen Rheinland-Pfalz | 3        | ND                                        | V                                         | 64-QAM                 | 1/2 | 1/4              | 14,93            | Colonius (Köln-Ehrenfeld), Bonn (Venusberg), Gummersbach (Kerberg), Hohe Warte/Engelskirchen (Ründeroth)                                                                |
| 26    | 514            | ZDFmobil                     | - ZDF - 3sat - ZDFinfo - KiKA/ZDFneo | 3        | ND                                        | V                                         | 16-QAM (8-k-Modus)     | 2/3 | 1/4              | 13,27            | Colonius (Köln-Ehrenfeld), Bonn (Venusberg), Aachen (Stolberg-Donnerberg), Aachen (Karlshöhe-Mulleklenkes), Gummersbach (Kerberg), Hohe Warte/Engelskirchen (Ründeroth) |

1) Sendezeit werktäglich von Montag bis Samstag 19:30 Uhr bis 20:00 Uhr

### Analoges Fernsehen (PAL)
Vor der Umstellung auf DVB-T diente der Sender weiterhin für analoges Fernsehen.
| Kanal | Frequenz (MHz) | Programm           | ERP (kW) | Sendediagramm rund (ND)/ gerichtet (D) | Polarisation horizontal (H)/ vertikal (V) |
| ----- | -------------- | ------------------ | -------- | -------------------------------------- | ----------------------------------------- |
| 7     | 189,25         | Das Erste (WDR)    | 0,002    | ND                                     | H                                         |
| 49    | 695,25         | WDR Fernsehen Köln | 0,015    | D                                      | V                                         |
| 53    | 727,25         | ZDF                | 0,015    | D                                      | V                                         |